# Преднизолон
Преднизолонът е глюкокортикостероид с имуносупресивно, противоалергично, противовъзпалително и противошоково действие.

## Описание
Използва се за овладяването на симптомите при алергии, кожни заболявания, възпаления, някои видове рак и при отхвърляне на трансплантант. Страничните ефекти, особено при продължителен прием, включват оток, менструални проблеми, високо кръвно налягане, раздразнителност, нарушения в съня и други. При децата може да се наблюдава забавяне на растежа.
Намира приложение и във ветеринарната медицина.